# 麻丘めぐみ
麻丘 めぐみ（あさおか めぐみ、1955年〈昭和30年〉10月11日 - ）は、日本の女優、歌手、演出家。本名は藤井 佳代子（一時、田島 佳代子が本名だった時代もある）。大分県出生で、大阪府出身。1970年代を代表するアイドルの一人で、清楚なルックスと優しい歌声で一時代を築いた。
2020年代現在は女優の活動を中心に置きながら歌手活動も続けている。キリスト教 カトリック教会の信徒である。シアタードリームズカンパニー所属。芸文株式会社と業務提携をしている。堀越高等学校→明治大学付属中野高校定時制課程卒業。

## 経歴

### 生誕 - 子役・モデル時代
大分県速見郡日出町生まれ、生後半年から大阪市住吉区で育った。父方の先祖は日出藩の家老で、大阪に移るまでは祖父母とともに日出城址内の武家屋敷に住んでいた。「私の実家は、日出城の二の丸です」と麻丘はインタビューで語っている。子供の頃から活発だった4歳上の姉に付き添う形で劇団に入り、1歳8か月でCMに出演、3歳で子役として芸能界デビューする。初舞台は梅田コマ劇場で、花菱アチャコや森光子らとの共演だった。
小学5年の時に母に連れられ上京。その3か月前に遠藤実の内弟子として単身上京していた姉の生活を支えるためだった。杉並区久我山に母娘3人で暮らすが家計は苦しく、日々の献立はジャガイモばかりだったという。
中学時代には、当時創刊間もない少女雑誌『週刊セブンティーン』等でモデルとして活動。当時の芸名は本名の藤井佳代子（途中から本名・芸名共に田島佳代子に改名）。
モデル業の合間に、歌手となった姉の仕事現場に雑用係として度々顔を出していたところ、その場にいたレコード会社のスタッフから幾度となく歌手デビューを持ちかけられる。しかし、頑張りつつもヒットに恵まれない姉の姿を間近に見ていたことから自分に歌手は無理だと、しばらくは誘いを断り続けていた。最終的に説得を受け入れた理由は、このままヒットが出ないと姉がレコード会社から契約を切られるのではないかと危惧し、そうならないためには自分が会社の言うことを聞けばいいのではないかと考えた上でのことだった。姉をサポートしたいがための、不本意な決断であった。
芸名は、所属レコード会社のビクターが「丘めぐみ」という名を用意したが、本人は「何か一つ足りない」と思い、国語辞典を開いて「あ」の頁に「朝」「浅」「麻」のそれぞれの文字を見てピンと来たという。朝だと朝丘雪路、浅だと浅丘ルリ子と名字が同じになるので、麻の字を足して自らの芸名とした。

### アイドル時代
1972年、「芽ばえ」でアイドル歌手デビュー。"演歌のビクター"からのポップス系歌手第一号でもあった。40万枚を超えるヒットとなり、第14回日本レコード大賞では最優秀新人賞を受賞。
1973年、「わたしの彼は左きき」がオリコンチャート週間1位も記録する大ヒット。第15回日本レコード大賞（TBSテレビ・ラジオ）・大衆賞や第4回日本歌謡大賞（日本テレビ）・放送音楽賞を受賞し、同年の『第24回NHK紅白歌合戦』（NHK総合・ラジオ第1）にも出場、自身の代表曲にもなる。麻丘自身は右利きだが、この曲がヒットしていた時には、左手でサインを書いて見せたり、左手で箸を使って見せたりしていた。この頃の体重は43kgだった。
また、彼女のトレードマークでもあった姫カットが、同世代の女性の間でブームとなった。なお本人が姫カットにした由来は、お洒落のためではなく、モデル撮影の際にヘアメイクのバリエーションを持たせやすいようにとの合理的な理由から。モデルの仕事をしていた当時はヘアメイクアーティストもスタイリストも付いていなかったため、必要に迫られて自ら考案したものだという。
1974年3月、日劇で行われたリサイタルの最中に舞台セットから転落し、左肘剥離骨折および肋骨骨折の重傷を負う。そのために約半年間の休養を余儀なくされる。

### 引退〜復帰、現在
1977年、当時フジテレビ社員のディレクターであった渡辺光男と結婚。6月27日に行われた婚約発表の模様は、当日の『ヒットスタジオ』番組内で紹介された。麻丘は結婚を機に自分の人生を一旦リセットしたい気持ちもあり、周囲の反対を押し切って芸能界を引退する。長女・ひとみをもうける。
1983年に離婚と同時に芸能界へ復帰する。以後、俳優業をメインに活動を続ける。
2000年、演劇集団『シアタードリームズ・カンパニー（TDC）』を主宰。出演のみならず、自ら芝居やリーディングのプロデュース・演出も手がける。
2008年頃から自らコンサートを企画・開催するなど、歌手活動を本格的に再開する。元々、歌手デビュー時から「歌う」ことを楽しいとはあまり感じておらず、芸能界復帰後も積極的に歌に関わる機会は少なかったが、それにもかかわらずファンを始めとした周囲からの好評に「本当に申し訳ないことをしたなぁ、何で歌って来なかったんだろう」「そういう方々に恩返しのつもりで歌っていかなきゃって、すごく感じました」と語っている。
2009年、33年ぶりにファンクラブが発足。
2020年1月、29年ぶりの新曲となる「フォーエバー・スマイル」が配信リリースされた。
2024年11月24日、15年ぶりとなる単独ライブ『めぐみのジューク★ボックス2024』を開催した。

## 親族
- 娘のひとみは水彩画家である[19][注釈 1]。2020年現在、パリの美術館で研究員をしている[20]。
- 実姉（花里あけみ→藤井明美[注釈 2]→立木久美子と芸名を変えている）も歌手であった[21]。現在は、実姉の娘である姪が立木久美子の芸名で歌手活動を行っている。

## 交友関係
- 南沙織と浅田美代子はアイドル時代からの親友。「スカウトでこの世界に入っているのは私と南沙織ちゃんと1年後輩の浅田美代子ちゃんぐらい。この3人は楽屋でも浮いていました」と述懐している[22]。
- 坂口良子とは「週刊セブンティーン」のモデル仲間であり歌手デビュー以前からの友人。また堀越高校時代の同級生でもあった[23]。
- 今陽子は小学生の頃からの知り合い。実姉の同級生で友人だったこともあり、家によく遊びに来ていたという[24]。
- 共演した山岡久乃を尊敬しており、道しるべのように思っていた。

## ディスコグラフィ

### シングル
- 1・2：GAM、3〜19：ビクター、20・21：ワーナー・パイオニア、22：トーラス、23：ポリスター、24・25：配信限定。

| #  | 発売日          | A/B面 | タイトル               | 作詞         | 作曲              | 編曲              | 最高順位 | 規格品番  |
| -- | --------------- | ----- | ---------------------- | ------------ | ----------------- | ----------------- | -------- | --------- |
| 1  | 1972年 6月5日   | A面   | 芽ばえ                 | 千家和也     | 筒美京平          | 高田弘            | 3位      | GAM-1     |
| 1  | 1972年 6月5日   | B面   | 素晴らしき16才         | 千家和也     | 筒美京平          | 高田弘            | 3位      | GAM-1     |
| 2  | 1972年 10月5日  | A面   | 悲しみよこんにちは     | 千家和也     | 筒美京平          | 高田弘            | 6位      | GAM-5     |
| 2  | 1972年 10月5日  | B面   | もしかしたら           | 千家和也     | 筒美京平          | 高田弘            | 6位      | GAM-5     |
| 3  | 1973年 1月15日  | A面   | 女の子なんだもん       | 千家和也     | 筒美京平          | 筒美京平          | 7位      | SV-1132   |
| 3  | 1973年 1月15日  | B面   | 見果てぬ夢             | 千家和也     | 筒美京平          | 筒美京平          | 7位      | SV-1132   |
| 4  | 1973年 4月30日  | A面   | 森を駈ける恋人たち     | 山上路夫     | 筒美京平          | 筒美京平          | 7位      | SV-1140   |
| 4  | 1973年 4月30日  | B面   | そよ風のテラス         | 山上路夫     | 高田弘            | 高田弘            | 7位      | SV-1140   |
| 5  | 1973年 7月5日   | A面   | わたしの彼は左きき     | 千家和也     | 筒美京平          | 筒美京平          | 1位      | SV-1147   |
| 5  | 1973年 7月5日   | B面   | ひとりの私             | 千家和也     | 筒美京平          | 高田弘            | 1位      | SV-1147   |
| 6  | 1973年 10月15日 | A面   | アルプスの少女         | 千家和也     | 筒美京平          | 筒美京平          | 8位      | SV-1158   |
| 6  | 1973年 10月15日 | B面   | ヘイ・ミスター         | 千家和也     | 筒美京平          | 高田弘            | 8位      | SV-1158   |
| 7  | 1974年 1月15日  | A面   | ときめき               | 千家和也     | 筒美京平          | 筒美京平          | 6位      | SV-1166   |
| 7  | 1974年 1月15日  | B面   | グッド・バイ           | 千家和也     | 筒美京平          | 穂口雄右          | 6位      | SV-1166   |
| 8  | 1974年 4月5日   | A面   | 白い部屋               | 千家和也     | 筒美京平          | 筒美京平          | 13位     | SV-1177   |
| 8  | 1974年 4月5日   | B面   | ウェディング・ドレス   | 千家和也     | 筒美京平          | 高田弘            | 13位     | SV-1177   |
| 9  | 1974年 9月10日  | A面   | 悲しみのシーズン       | 千家和也     | 筒美京平          | あかのたちお      | 10位     | SV-1197   |
| 9  | 1974年 9月10日  | B面   | ひまわりの花           | 千家和也     | 筒美京平          | 筒美京平          | 10位     | SV-1197   |
| 10 | 1974年 12月15日 | A面   | 雪の中の二人           | 千家和也     | 馬飼野康二        | 馬飼野康二        | 16位     | SV-1207   |
| 10 | 1974年 12月15日 | B面   | 恋にゆれて             | 橋本淳       | 馬飼野康二        | 馬飼野康二        | 16位     | SV-1207   |
| 11 | 1975年 3月5日   | A面   | 水色のページ           | 山上路夫     | 浜圭介            | 馬飼野俊一        | 14位     | SV-1219   |
| 11 | 1975年 3月5日   | B面   | 風邪をひいた彼         | 山上路夫     | 浜圭介            | 馬飼野俊一        | 14位     | SV-1219   |
| 12 | 1975年 6月5日   | A面   | 恋のあやとり           | 岡田冨美子   | 浜圭介            | 竜崎孝路          | 24位     | SV-1226   |
| 12 | 1975年 6月5日   | B面   | すみれの便箋           | 岡田冨美子   | 浜圭介            | 馬飼野俊一        | 24位     | SV-1226   |
| 13 | 1975年 8月15日  | A面   | 美しく燃えながら       | さいとう大三 | 馬飼野俊一        | 馬飼野俊一        | 37位     | SV-1244   |
| 13 | 1975年 8月15日  | B面   | 夏の終りに来た手紙     | さいとう大三 | 馬飼野俊一        | 馬飼野俊一        | 37位     | SV-1244   |
| 14 | 1975年 10月25日 | A面   | 白い微笑               | さいとう大三 | 馬飼野俊一        | 馬飼野俊一        | 44位     | SV-1256   |
| 14 | 1975年 10月25日 | B面   | 青いコーヒー・カップ   | さいとう大三 | 馬飼野俊一        | 馬飼野俊一        | 44位     | SV-1256   |
| 15 | 1976年 2月5日   | A面   | 卒業                   | 山川啓介     | 井上忠夫          | 馬飼野俊一        | 63位     | SV-1278   |
| 15 | 1976年 2月5日   | B面   | 20才                   | 山川啓介     | 井上忠夫          | 乾裕樹            | 63位     | SV-1278   |
| 16 | 1976年 6月5日   | A面   | 夏八景                 | 阿久悠       | 筒美京平          | 筒美京平          | 64位     | SV-6010   |
| 16 | 1976年 6月5日   | B面   | 黄昏のテラス           | 阿久悠       | 筒美京平          | 筒美京平 萩田光雄 | 64位     | SV-6010   |
| 17 | 1976年 9月5日   | A面   | 夜霧の出来事           | 吉田健美     | 響わたる          | あかのたちお      | 83位     | SV-6100   |
| 17 | 1976年 9月5日   | B面   | 風暦                   | 吉田健美     | 杉本真人          | 川上了            | 83位     | SV-6100   |
| 18 | 1977年 1月25日  | A面   | 銀世界                 | 橋本淳       | 都倉俊一          | 馬飼野康二        | 77位     | SV-6173   |
| 18 | 1977年 1月25日  | B面   | 映画のあとで           | 橋本淳       | 都倉俊一          | 馬飼野康二        | 77位     | SV-6173   |
| 19 | 1977年 10月5日  | A面   | ねえ                   | 喜多條忠     | 川口真            | 川口真            | 114位    | SV-6282   |
| 19 | 1977年 10月5日  | B面   | 原宿グラフィティ       | 喜多條忠     | 川口真            | 川口真            | 114位    | SV-6282   |
| 20 | 1984年 5月25日  | A面   | あいたいよ             | 中村泰士     | 中村泰士          | 若草恵            | 167位    | L-1672    |
| 20 | 1984年 5月25日  | B面   | 夢のつづき             | 丸山圭子     | 笠井幹男          | 若草恵            | 167位    | L-1672    |
| 21 | 1985年 5月25日  | A面   | 京都哀愁               | かず翼       | 鈴木淳            | 杉村俊博          | 139位    | L-1709    |
| 21 | 1985年 5月25日  | B面   | ヨコハマ慕情           | かず翼       | 鈴木淳            | 杉村俊博          | 139位    | L-1709    |
| 22 | 1986年 8月21日  | A面   | 離婚美人               | 秋元康       | 見岳章            | 見岳章            | 108位    | 07TR-1130 |
| 22 | 1986年 8月21日  | B面   | 芦屋の雨               | 秋元康       | 見岳章            | 見岳章            | 108位    | 07TR-1130 |
| 23 | 1991年 9月25日  | 01    | やさしくしないで       | たきのえいじ | 堀内孝雄          | 今泉敏郎          | 191位    | PSDC-2008 |
| 23 | 1991年 9月25日  | 02    | 返して…                | 岡田冨美子   | 堀内孝雄          | 今泉敏郎          | 191位    | PSDC-2008 |
| 24 | 2009年 2月25日  | 01    | CUE                    | P.Barakan    | 高橋幸宏 細野晴臣 | 長岡成貢          | -        | -         |
| 25 | 2020年 1月29日  | 01    | フォーエバー・スマイル | 松井五郎     | 都志見隆          | 上杉洋史          | -        | -         |

### アルバム

#### スタジオ・アルバム
|    | タイトル                   | 発売日     | 規格品番（LP） | 規格品番（CD） |
| -- | -------------------------- | ---------- | -------------- | -------------- |
| 1  | さわやか                   | 1972.08.05 | GAM-1001       | VICL-63257     |
| 2  | あこがれ                   | 1972.12.20 | SJX-116        | VICL-63258     |
| 3  | めぐみの休日               | 1973.05.25 | SJX-127        | VICL-63259     |
| 4  | めぐみと若い仲間たち       | 1973.08.25 | SJX-142        | VICL-63260     |
| 5  | 白い部屋                   | 1974.04.25 | SJX-171        | VICL-63261     |
| 6  | ロマンへの旅立ち           | 1975.04.25 | SJX-211        | VICL-63262     |
| 7  | 青春                       | 1975.07.05 | GX-1004        | VICL-63263     |
| 8  | 春支度                     | 1976.01.25 | SJX‐10121      | VICL-63264     |
| 9  | プライバシー・ファッション | 1976.07.01 | SJX-10139      | VICL-63265     |
| 10 | 白壁の肖像                 | 1976.11.15 | SJV-905/6      | VICL-63266     |

#### ライブ・アルバム
|   | タイトル                           | 発売日     | 規格品番          | 備考                                                    |
| - | ---------------------------------- | ---------- | ----------------- | ------------------------------------------------------- |
| 1 | 夢ひらくリサイタル                 | 1973.12.10 | SJX-158           | 渋谷公会堂（1973.09.25）録音                            |
| 2 | 20歳 麻丘めぐみリサイタル          | 1975.12.20 | CB4-5102 V8H-2006 | 中野サンプラザ（1975.10.11）録音 LPは全12曲、CTは全19曲 |
| 3 | アイドル伝説 たった1度のリサイタル | 1983.05.01 | SJX-30194         | 『20歳 麻丘めぐみリサイタル』の再発売                   |

- 『夢ひらくリサイタル』『20歳 麻丘めぐみリサイタル』はCD-BOX『麻丘めぐみBOX 72-77』（2003.11.21）でCD化された。

#### ベスト・アルバム
- 主なベスト・アルバム

|    | タイトル                                         | 発売日     | 規格品番      | 備考                                  |
| -- | ------------------------------------------------ | ---------- | ------------- | ------------------------------------- |
| 1  | スペシャル・セレクション                         | 1985.11.05 | VDR-1101      |                                       |
| 2  | Best Collection 麻丘めぐみ <1972-1977>（1987年） | 1987.11.01 | VDR-28004     |                                       |
| 3  | Best Collection 麻丘めぐみ <1972-1977>（1989年） | 1989.11.01 | VDRY-25013    |                                       |
| 4  | Best Selection 麻丘めぐみ 1972-1977（1990年）    | 1990.11.07 | VICL-5031     |                                       |
| 5  | Best Selection 麻丘めぐみ 1972-1977（1991年）    | 1991.11.07 | VICL-5103     |                                       |
| 6  | 麻丘めぐみ／全曲集                               | 1993.12.01 | VICL-5235     |                                       |
| 7  | 麻丘めぐみ BEST OF BEST                          | 1994.06.25 | VICT-15004    | 全8曲収録のミニ・ベスト               |
| 8  | BEST ONE 麻丘めぐみ                              | 1995.10.27 | VICL-5284     |                                       |
| 9  | NEW BEST ONE 麻丘めぐみ（1999年）                | 1999.08.04 | VICL-41058    |                                       |
| 10 | 本人歌唱 麻丘めぐみ                              | 2001.04.30 | VCD-1022      | 全7曲収録のミニ・ベスト               |
| 11 | 決定版 麻丘めぐみ                                | 2003.07.15 | HIC-1024      | 全7曲収録のミニ・ベスト               |
| 12 | NEW BEST ONE 麻丘めぐみ（2004年）                | 2004.09.22 | VICL-41109    | 廉価価格限定発売                      |
| 13 | 麻丘めぐみ（2005年）                             | 2005.06.30 | VAL-21        | ビクター“GOOD PRICE”シリーズ          |
| 14 | <COLEZO!> 麻丘めぐみ                             | 2005.09.22 | VICL-41240    | <COLEZO!>シリーズ                     |
| 15 | 麻丘めぐみ（2007年）                             | 2007.06.12 | VAL-21        | ビクター“GOOD PRICE”シリーズ          |
| 16 | Essential Best 麻丘めぐみ                        | 2007.08.22 | VICL-62486    | 期間限定生産の廉価シリーズ            |
| 17 | GOLDEN☆BEST 麻丘めぐみ                           | 2009.01.21 | VICL-63214/5  | 70年代発売のシングルA・B面収録、2枚組 |
| 18 | ゴールデン☆アイドル 麻丘めぐみ                   | 2014.08.27 | VICL-70119/20 | シングル・ジャケット復刻ブック付      |
| 19 | GOLDEN☆BEST A-Side Collection 麻丘めぐみ         | 2015.04.22 | VICL-70154    | 高音質SHM-CD                          |

#### CD-BOX
|   | タイトル                                           | 発売日                      | 規格品番                                   | 備考                                                                                            |
| - | -------------------------------------------------- | --------------------------- | ------------------------------------------ | ----------------------------------------------------------------------------------------------- |
| 1 | 麻丘めぐみBOX 72-77                                | 2003.11.21 2008.12.17（再） | VICL-61241/4                               | 70年代のシングルA・B面曲、ライブ・アルバム2枚の計4枚組                                          |
| 2 | Premium BOX 〜オリジナル・アルバム・コレクション〜 | 2009.03.25                  | VIZL-324                                   | 膨大なボーナス・トラックを収録、CD12枚・DVD1枚の計13枚組                                        |
| 3 | Premium BEST                                       | 2020.01.29                  | VIZL-1691（初回盤） VICL-65308/9（通常盤） | 新曲「フォーエバー・スマイル」収録の自選ベスト・アルバム 初回盤は2CD+DVD+PHOTOBOOK、通常盤は2CD |

### タイアップ曲
| 年     | 楽曲             | タイアップ                                    |
| ------ | ---------------- | --------------------------------------------- |
| 1991年 | やさしくしないで | テレビ朝日系ドラマ「必殺仕事人・激突!」挿入歌 |
| 2007年 | CUE              | NHK BS2「お宝TVデラックス」主題歌。           |

## 出演

### テレビドラマ
- ピンからキリちゃん（1959年、毎日放送） - 子役時代に出演
- らーめん親子（1960年、毎日放送） - 子役時代に出演
- バックナンバー333（1965年、朝日放送） - 子役時代に出演
- 金曜劇場 『恋は大吉』（1973年、日本テレビ）
- 刑事くん（1973年、TBS / 東映）
- 太陽にほえろ! 第251話「辞表」（1977年、日本テレビ / 東宝） - 竹井洋子 役
- 飛びこんだ臨月の女は未婚のすごい美人（1977年、日本テレビ）
- 新・夜明けの刑事（1977年、TBS / 大映テレビ）第1回「信じてますか?あなたの恋人を!!」 - 秋山まさ子 役
- 新五捕物帳 第4話「さらば大江戸八百八町」（1977年、日本テレビ）
- 大奥 第24話「わんわん行進曲」（1983年、関西テレビ / 東映） - おとみ 役
- 大江戸捜査網 第590話「尼僧乱れ肌 首なし死体の謎」（1983年、テレビ東京 / 三船プロ） - おいと 役
- 部長刑事（1983年、朝日放送）
- 社宅家族（1983年、テレビ朝日）
- 西部警察 PART-III 第37話「さよならに接吻を―」（1984年、テレビ朝日 / 石原プロ） - 佐藤真紀 役
- 紙のダイヤモンド（1984年、毎日放送）
- 啜り泣く石（1984年、TBS）
- 特捜最前線 第394話「レイプ・白いハンカチの秘密!」（1984年、テレビ朝日 / 東映）
- 必殺シリーズ（朝日放送 / 松竹）
  - 必殺仕切人 第16話「もしも討入りに雪が降らなかったら」（1984年）
  - 必殺仕事人・激突!（1991年） - さだ 役
- ああ嫁姑II 第4話（1985年、毎日放送）
- 新・熱中時代宣言（1986年、日本テレビ）
- 木曜ゴールデンドラマ「通りすぎた駅」（1986年、よみうりテレビ）
- 春、ときめいて（1987年、CBC）
- 壁際族に花束を（すてきな三角関係）（1987年、TBS）
- 女は度胸!（1987年、CBC）
- 南の海でドッキリ体験（1987年、TBS）
- 教師びんびん物語（1988年、フジテレビ）
- 心変わり（1988年、TBS）
- はぐれ刑事純情派
  - （1989年） - 磯村牧子 役
  - （1990年） - 菊池美佐江 役
  - 第4シリーズ（1991年） - 森岡るり子役
- 水戸黄門（TBS / C.A.L）
  - 第18部 第16話「嫁が救った唐津焼 -唐津-」（1988年12月26日） - お園 役
  - 第20部 第24話「嫁の真心 豊後竹人形 -別府-」（1991年4月22日） - お鈴 役
- おんな達のオシャレな復讐（1989年、テレビ朝日）
- ゴリラ・警視庁捜査第8班（1989年、テレビ朝日 / 石原プロ）
- 水曜グランドロマン（日本テレビ）
  - 「定年後、以後」（1989年）
  - 「女忍かげろう組・弐」（1990年）
  - 「密愛 226に散った恋」（1991年）
- 重役室午前0時（1989年、TBS）
- 月曜・女のサスペンス「広瀬川心中」（1989年、TX）
- 艶やかな死神（1989年、テレビ東京）
- 妻そして女シリーズ37「奇妙な恋」（1989年、毎日放送）
- 日本はどうなるシリーズ「ザ・教育費」（1989年、TBS）
- 過ぎし日のセレナーデ（1989年、フジテレビ）
- 刑事貴族 第7話「その時、女神が微笑んだ」（1990年、日本テレビ） - 野口恵子 役
- 死を呼ぶ絵日記（1990年、テレビ東京）
- さすらい刑事旅情編III、IV（1990年、1991年、テレビ朝日 / 東映）
- 八百夜町夢日記2 第27話「北町恋ごよみ」（1992年、日本テレビ / ユニオン映画） - しの 役
- はだかの刑事（1993年、日本テレビ / 東映）
- 火曜サスペンス劇場（日本テレビ）
  - 「掏摸」（1993年1月5日OA、東映） - 秘書 役
  - 「小京都ミステリー8」（1993年）
  - 「当番弁護士7」（1999年） - 間宮節子 役
- 土曜ワイド劇場（テレビ朝日）
  - 「京都殺人案内19」（1993年）- 早苗(小料理屋「さなえ」の女将) 役
  - 「京都殺人案内20」（1994年）- 同上
  - 「新・法医学教室の事件ファイル」（1994年）
  - 「検察事務官小錦ヤエ子」（1997年）
  - 「同居人カップルの殺人推理旅行5」（1998年5月2日） - 田沼雅代 役
  - 「棟居刑事シリーズ5 棟居刑事の黙示録」（2000年11月18日）　- 重光珠代(クラブ「ツカサ」ママ　役
  - 「弁護士・森江春策の事件2 殺人同窓会〜すり替った友人の死体!!」（2010年8月21日） - 名村佳代子 役
- セールスレディは何を見た（1993年、テレビ朝日）
- 金曜エンタテイメント（フジテレビ）
  - 「女教師・沢木圭子」（1993年）
  - 「乳房再建」（1997年）
  - 「名探偵信濃のコロンボ 北国街道殺人事件」（1998年）　- 畑野恭子（畑野の後妻） 役
  - 「女ざかり!!区役所の名探偵3」（2002年） - 城島憲子 役
- 藤田まことの丹下左膳3（1993年、テレビ朝日）
- 乱流〜デレーケと絹 明治の恋（CBC）
- 月曜ドラマスペシャル「刑事ガンさん6」（1995年、TBS）
- ふたりの夫を愛した私（1995年、TBS）
- 妊娠ですよ（1995年、関西テレビ）
- 木曜の怪談「魔法のキモチ」（1996年、フジテレビ）
- 裸の大将 第81話「清の湯煙り素麵」（1996年、関西テレビ） - 高山千代子 役
- 名探偵保健室のオバさん（1997年、テレビ朝日）
- WHO!?（1997年、TBS）
- 結び屋家業・桐生華（フジテレビ）
- 物書同心いねむり紋蔵（1998年、NHK総合）
- スキッと一心太助（1999年、NHK総合）
- 相棒 Season 2 第8話「命の値段」（2003年12月3日、テレビ朝日） - 辻真理子 役
- 新・いのちの現場から（2004年、毎日放送）
- 月曜ミステリー劇場「見当たり捜査25時」（2004年、TBS）
- 水曜プレミア「日本のこわい夜」（2004年、TBS）
- 八百八町夢日記 第2シリーズ 第27話（1992年7月7日、日本テレビ） - しの 役
- ガチバカ!（2006年、TBS）
- 地獄少女 第1話（2006年、日本テレビ）
- マイフェアボーイ（2007年、TBS）
- 花のズボラ飯（2012年、毎日放送）
- 衝撃ゴウライガン!!（2013年10月 - 12月、テレビ東京） - おばあちゃん 役
- ラブホの上野さん（フジテレビ） - 三田悦子 役
  - Season1（2017年1月19日 - 4月5日）
  - Season2（2017年10月12日 - 12月21日）
- 警視庁・捜査一課長（2018年） - 芦澤奈緒美 役
- 相棒 season20 第10話「紅茶のおいしい喫茶店」（2021年12月22日） - 大杉瑞江 役
- ケイ×ヤク -あぶない相棒-（2022年）

### 情報・バラエティ番組
- 宮本和知の熱血!昼休み（TBS）
- 週刊お宝TV（NHK BS2）
- 環境野郎Dチーム（フジテレビ）
- クイズ!年の差なんて（フジテレビ）
- 時代劇体操（時代劇専門チャンネル）
- いい旅・夢気分（テレビ東京）

他

### 映画
- この子を残して（1983年） - 山崎敏江 役
- 必殺!5 黄金の血（1991年） - さだ 役
- アンテナ（2003年） - 荻原房江 役
- ひいろ（2006年） - 料理屋女将 役
- お色気戦隊 熟レンジャー（2012年） - 主演・赤松竹子 役
- 父の愛人（2012年） - 敦美 役

### CM
- ダリヤ レモンシャンプー（1973年）
- サンヨー食品 サッポロ一番カップスター（1975年）
- 夕月（福島県いわき市のかまぼこ製造会社・1992年）
- ライオン 毛髪力フサージュ（1996年）
- JR東日本 ナイスミディパス（1999年）
- サッポロビール 発泡酒五穀のめぐみ（1999年）
- DHC
- ローソン（2006年）
- 中京医薬品（2009年）
- エコロインターナショナル マリンピュアクリスタル・マリンシリーズ・マリンローションアスピリアル（2010年）
- 日本サプリメント（2015年）
- 新日本製薬 パーフェクトワン（2015年）

### ビデオ
- 追われる女（1985年、日本ビデオ映像） - 演出：沢渡朔

## 音楽活動
- 『8時だョ!全員集合[25]』（TBS）
  - 1972年8月19日 - 初出演
  - 1976年3月20日 - 最後の出演
- 『真理ちゃんとデイト』第14回「花はどこへ行った」（1973年1月4日、TBS）沢田研二とともに出演
- 『ミュージックフェア』（フジテレビ）
  - 1975年5月13日 - あおい輝彦、南沙織とともに出演
- 『第32回思い出のメロディー』（2000年8月12日、NHK総合・ラジオ第1）出演
- 『NHK歌謡コンサート』（2003年6月3日、NHK総合）
- 『歌の楽園』（2010年10月10日、テレビ東京）
- 『歌のゴールデンヒット』－青春のアイドル50年間－（2018年2月12日、TBS）
- 『新・BS日本のうた』（2020年8月9日、NHK BSP）
- 『昭和の巨星スペシャル 作曲家・筒美京平〜ありがとう先生！恩師に贈る言葉&歌謡名曲集〜』（2020年12月19日、BS-TBS）
- 『THE MUSIC DAY 2022』（2022年7月2日、日本テレビ）
- 『第55回 年忘れにっぽんの歌』（2022年12月31日、テレビ東京）
- 『「HIT SONG MAKERS」〜昭和のアイドル誕生の秘密を探る〜』（2023年2月25日、BSフジ）

ほか

### NHK紅白歌合戦出場歴
| 年度/放送回               | 回 | 曲目               | 出演順 | 対戦相手 |
| ------------------------- | -- | ------------------ | ------ | -------- |
| 1973年（昭和48年）/第24回 | 初 | わたしの彼は左きき | 10/22  | 三善英史 |

注意点
- 出演順は「出演順/出場者数」で表す。